# Crkva Gospe od Sniga u Segetu Donjem
 Crkva Gospe od Sniga (Zvirača), rimokatolička crkva u Segetu Donjem, zaštićeno kulturno dobro.

## Opis dobra
Crkva Gospe od Sniga smještena je na lokalitetu Zvirače u Malom trogirskom polju, na raskršću antičkih puteva. Crkva je jednobrodna s polukružnom apsidom, a orijentirana je u smjeru istok-zapad. Na zapadnom pročelju nalaze se ulazna vrata s glatkim kamenim dovratnicima, a na nadvratniku je uklesan križ romaničko-gotičkog oblika. Nad dovratnikom se nalazi kameni srpasti luk odnosno luneta romaničkog oblika. Crkva je sagrađena u 14.st. u romaničko-gotičkim oblicima, a u 17.st. je stilski barokizirana. Početkom 17.st. nastala je i barokna freska s prikazom raspinjanja na Golgoti iznad trijumfalnog luka kao i freske na objema površinama šiljastog svoda gdje se nalaze prikazi evanđelista.

## Zaštita
Pod oznakom Z-4903 zavedena je kao nepokretno kulturno dobro - pojedinačno, pravna statusa zaštićena kulturnog dobra, klasificirano kao "sakralna graditeljska baština".